# Platylomalus evanescens
Platylomalus evanescens är en skalbaggsart som först beskrevs av Sylvain Auguste de Marseul 1879.  Platylomalus evanescens ingår i släktet Platylomalus och familjen stumpbaggar. Inga underarter finns listade i Catalogue of Life.